# Legros & Knowles
Iris (Айріс) — з 1902 року англійський виробник мотоциклів та автомобілів. Штаб-квартира розташована в місті Лондон (район Уіллсден). У 1925 році компанія припинила виробництво автомобілів.

## Заснування компанії
Компанія Iris Motor Company була створена 1902 року у Лондоні. Тут виготовлялися мотоцикли до 1904 року, а пізніше - автомобілі Iris.

## Компанія Legros & Knowles
Люсьєн Альфонс Легро (1866-1933), син художника Альфонса Легро, та Гай Ноулс, нащадок багатої мистецької родини, заснували компанію Legros & Knowles Ltd в парку Камберленд, Уіллсден, Лондон у 1904 році для виготовлення та ремонту автомобілів. Вони познайомилися, коли Ноулс вивчав мистецтво у Альфонса Легро. Ноулс забезпечив більшу частину фінансового капіталу, тоді як Легро, старший, досвідчений трамвайний інженер, був головним конструктором.

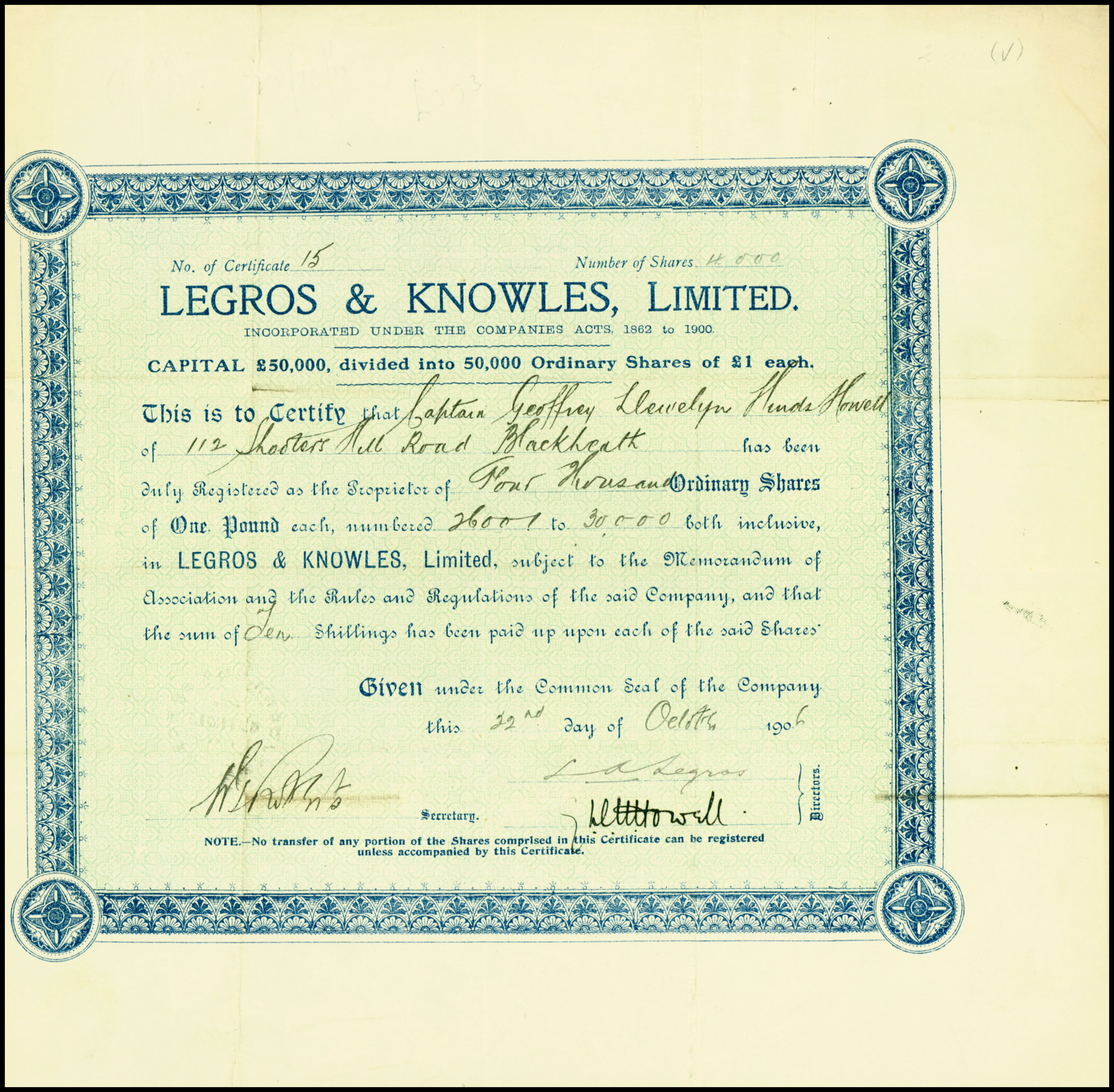
Акція компанії Legros & Knowles Ltd від 22 жовтня 1906 року

Два автомобілі Legros & Knowles були показані на виставці 1904 року в Олімпії, але вони були громіздкої, застарілої конструкції з ланцюговим приводом, тихохідними двигунами та запалюванням від магнето. Вони згодом були названі "старими буггірінами".

## Автомобілі Iris
З 1904 року компанія Legros & Knowles виготовляла автомобілі Iris.
У листопаді 1905 року з'явилася нова модель Iris з карданною передачею та радіатором у формі діаманту. Він був розроблений Івоном де Хевіллендом, старшим братом сера Джефрі де Хевілленда, який навчався у школі Гарроу з Ноулсом десятьма роками раніше (де Хевілленд помер приблизно через рік). Також в 1905 році було побудовано декілька морських агрегатів, побудовані з використанням двигуна Легро оригінальної конструкції, один з яких був встановлений на моторній яхті Iris в Саутгемптоні.
До 1907 року конструктором в Iris був Френк Берджесс. Пізніше він розробив Humber 1914 року та 3-літровий Bentley для Уолтера Бентлі.
У 1907 році була заснована компанія Iris Cars Ltd як дистриб'юторська компанія для вироблених моделей. Вона припинила діяльність у 1909 році.
Завод в Уіллсдені був невеликим, складався з машинного цеху, відділення двигунів, у якому знаходилося усе обладнання, монтажного цеху, що вміщував чотири шасі, кузні. На другому поверсі знаходився легкий машинний цех, слюсарний цех, склад деталей та швейний цех. Окремий корпус містив офіс, креслярське відділення і відділення для тестування двигунів. Ливарного виробництва на заводі не було. Загальна робоча сила складала менше 60 чоловік.

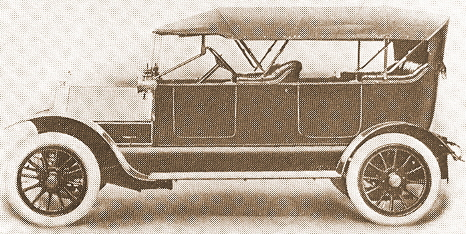
Iris 25HP Torpedo

У 1908-1909 рр. компанія Iris Cars Ltd відкрила виставкові зали на вулиці Маршалл, за межами Оксфорд-стріт, Лондон, де займались маркетингом всього виробництва з Уіллсдену.

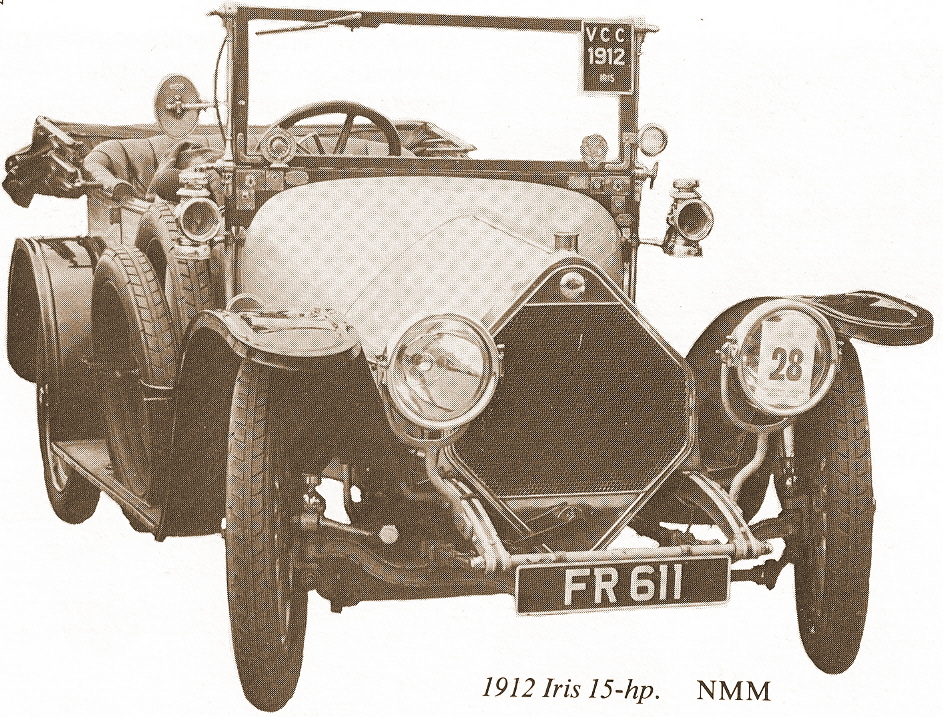
Iris 15HP

У 1909 році Легро і Ноулс створили новий сервісний відділ компанії Iris Cars Ltd на чолі з Джорджем Аугустусом Мовером, штаб-квартира якого була в Ейлсбері. Цей відділ був пов'язаний з Bifurcated Rivet and Tubular Rivet Company, компанією Джорджа Мовера, на Мандевіль-роуд, Ейлсбері.

## Припинення виробництва автомобілів. Закриття компанії
До 1911 року конструктором Iris був С.К. Едвардс. У 1913 році конструювання в Уіллсдені припинилося.
Виробництво в Ейлсбері зупинилося у 1915 році з початком Першої світової війни.
У 1919 році була виготовлена остання машина, але три моделі були в продажу до 1925 року. До сьогодні зберігся один автомобіль марки Iris.

## Авіаційний двигун Iris
У 1909 році сер Джеффрі де Хевілленд підписав контракт з компанією Iris для виробництва свого першого аеромотора de Havilland Iris, чотирициліндрового, з рідинним охолодженням, горизонтально-опозитним блоком, який був виставлений на авіаційній виставці в Олімпії у березні 2010 року.

## Етимологія
Автомобіль був названий на честь грецької богині Іриди, "швидкого посланця богів", яка була зображена на емблемі ранніх автомобілів. До 1907 року рекламним гаслом було "Він працює в тиші", в якому мається на увазі походження назви. З 1909 року логотип, розроблений Клайвом Херрінгтоном, зображував зелені та сині квітки ірису.

## Автомобілі
Єдиною моделлю Legros & Knowles була модель з чотирициліндровим двигуном, потужністю 20 к.с..
Автомобілі Iris були розкішними транспортними засобами з великими чотирициліндровими рядними двигунами з рідинним охолодженням. З 1906 по 1908 рр. був доступний шестициліндровий 40-сильний автомобіль, але було побудовано лише один екземпляр. Особливістю всіх моделей була решітка радіатора у формі діаманту.

## Список автомобілів Legros & Knowles
- 1904 - Legros & Knowles 20HP

## Список автомобілів Iris
- 1906 - Iris 25/30HP
  - Iris 35/40HP
  - Iris 40HP
- 1909 - Iris 25HP
  - Iris 35HP
- 1910 - Iris 15HP
- 1914 - Iris 15.9HP